# Sophie Létourneau
Sophie Létourneau (Lévis, 12 de setembro de 1980) é uma escritora canadiana. Ela é mais conhecida pelo seu romance Chasse à l'homme de 2020, que ganhou o Prémio do Governador Geral de ficção em língua francesa no Prémio do Governador Geral de 2020.